# Diocesi di Mesotimolo
La diocesi di Mesotimolo (in latino: Dioecesis Mesotymolensis) è una sede soppressa del patriarcato di Costantinopoli e una sede titolare della Chiesa cattolica.

## Storia
Mesotimolo, forse identificabile con le rovine nei pressi di Takmak nell'odierna Turchia, è un'antica sede episcopale della provincia romana della Lidia nella diocesi civile di Asia. Faceva parte del patriarcato di Costantinopoli ed era suffraganea dell'arcidiocesi di Sardi.
La sede non è menzionata da Michel Le Quien nella sua opera Oriens christianus e nessuno dei suoi vescovi è documentato nelle fonti antiche. Tuttavia la diocesi è registrata tra le suffraganee di Sardi nelle Notitiae Episcopatuum del patriarcato di Costantinopoli fino al X secolo.
Dal 1933 Mesotimolo è annoverata tra le sedi vescovili titolari della Chiesa cattolica; il titolo finora non è stato assegnato.